# Жанхотовы
Жанхотовы, Джанхотовы (карач.-балк.  Жанхотлары, Джанхотлары) — княжеский владетельный род (таубии) в Балкарии.

## История возникновения рода
Род возводит своё происхождение к легендарному Басиату, предку основных княжеских фамилии Балкарского общества. От его внука Темрюка происходят князья Джанхотовы и Шахановы.

## Владения
Род владел землями в Балкарском ущелье. Собственностью фамилии были земли в местностях Рычи, Карасу, Куннюм-Схават, Эмелле, Оракай, Жанай, Жалпак, Буштуру, Джанхот-Джаю.
Благодаря роду Джанхотовых был сохранен лес в районе Голубых озёр КБР, ценой своей жизни этот 
род не дал  беднякам его вырубать на дрова.